# Greta Ekman
Greta Ekman, ogift Sundström, född 20 januari 1887 i Sankt Nikolai församling i Stockholm, död 4 augusti 1978 i Jakobs församling i Stockholm, var en svensk kostymtecknare. 
Efter att hon blivit änka formgav hon kläder till filmerna Fröken Kyrkråtta och Livet går vidare (1941), Vi hemslavinnor och Lyckan kommer (1942), I dag gifter sig min man (1943), Excellensen, Jag är eld och luft (1944) samt Kungliga patrasket (1945).
Greta Ekman var dotter till grosshandlaren Hans Sundström, som tillhörde släkten Sundström från Harg, och Anna Fris. Hon gifte sig 1914 med skådespelaren Gösta Ekman, och blev änka 1938. Hon var mor till skådespelaren och regissören Hasse Ekman samt farmor till Gösta, Krister, Mikael, Stefan och Fam Ekman. Hon är begravd på Norra begravningsplatsen utanför Stockholm.

## Filmografi i urval

### Kostymör
- 1941 – Fröken Kyrkråtta
- 1941 – Livet går vidare
- 1942 – Vi hemslavinnor
- 1942 – Lyckan kommer
- 1943 – I dag gifter sig min man
- 1944 – Excellensen
- 1944 – Jag är eld och luft
- 1945 – Kungliga patrasket

### Roll
- 1937 – Bland kobbar och skär